# 蔣世豪
蔣世豪（Cheung Sai Ho，1975年8月27日—2011年4月22日）綽號「豪豬」，生於香港，已故香港職業足球員，生前司職中場指揮官。身穿8號球衣的他，被稱譽為香港足球代表隊於1990年代至2000年代期間表現最出色的中場指揮官之一。2011年4月22日早上，蔣世豪在天水圍天恆邨寓所墮樓身亡，享年35歲。

## 球會生涯
蔣世豪出身於香港體育學院，1992至93年度球季加盟南華，季尾階段曾兩次後備上陣，年僅18歲便為南華於甲組賽事上陣。1993年暑假，在英國舉行的高菲亞盃青年足球賽，當時只得18歲的他為香港青年軍披甲，並於開賽後2.8秒便取得入球，締造了當時最快入球的世界紀錄，並於同年香港傑出運動員選舉獲選為「傑出青少年運動員」。
1993至94年度球季，蔣世豪開始獲得較多上陣，全季上陣場射入1球，亦是他效力南華期間的唯一入球。1994至95年度球季，蔣世豪曾經上陣15場，未有取得入球。惟因感到難以承受南華巨大的球迷壓力，蔣世豪於1995年轉投發景，惟只上陣六場後，便因對足球事業不感樂觀，與發景提前解約，於季中毅然退出球壇，他到了澳門發展其電腦事業，得到了家人及球迷的支持。其後獲得家人的鼓勵和支持，於大半年後重返香港，於1996年轉投愉園至12個球季，合共為球隊贏過4次甲組聯賽、2次高級組銀牌、2次足總盃及1次聯賽盃冠軍。效力愉園期間，曾經獲得中國足球甲級B組聯賽球隊廣州紅鷹教練王寶山的青睞，邀請其後廣州試腳，最終因為合約問題告吹。
蔣世豪於2008年7月25日宣佈結束職業足球生涯，專心經營與友人於尖沙咀厚福街合資開設的酒吧生意，亦曾經轉作營運卡拉OK生意，惟仍然以業餘身份加盟當時剛才取得升上香港乙組足球聯賽資格的永義，繼續享受足球運動。

## 國際賽生涯
2007年初，蔣世豪因「城門谷事件」對代表香港出賽感到心灰意冷，決意退出香港隊。雖然有大量足球界人士，包括球會高層、球員和球迷提出挽留，但是他心意已決。當時香港隊教練黎新祥表示暫時未有蔣世豪的接班人，而蔣世豪則表示朱兆基和盧均宜皆有潛質。在2007年世界盃亞洲區外圍賽，由於蔣世豪的尊師黎新祥教練受邀復出執教香港隊，所以蔣世豪亦決定復出多踢兩場國際賽以謝其提攜。在第一輪的兩場比賽中，蔣世豪皆被委任為香港隊隊長。於印尼中立場的第一回合，香港隊以3–2擊敗東帝汶，第二回合在主場助香港隊以8–1大勝東帝汶，晉級第二輪賽事，他於該仗有一個入球和兩個助攻；該次亦是他最後一次代表香港隊出賽。

## 家庭生活
蔣世豪曾經兩度結婚，年僅19歲時，與在香港體育學院認識的前香港羽毛球女子代表結婚，婚後誕下長女 ( 時十多歲 )，後離異。2003年再與於港龍航空任職空中服務員的第二任妻子結婚，誕下一子一女 ( 時女兒兩歲，兒子9個月大 ) 。本來家住旺角，後來偕妻兒寄住於天水圍的岳丈家。

## 自殺身亡
2011年4月22日早上六時，蔣世豪於天水圍天恆邨恆卓樓36樓的寓所墮樓身亡，享年35歲，遺下3名子女。有報道傳聞指他於事前曾經與第二任妻子因為金錢及感情發生爭執，惟與其同住的岳父其後作出否認，指蔣世豪與妻子感情要好，相信是酒後意外墮樓。
4月23日上午11時許，其遺孀及生前隊友一行約80人往現場路祭，其後再往沙田寶福山處理其後事。與此同時遺孀開腔否定日前的報導及傳聞，同時強調蔣世豪與妻子感情要好，從來沒有爭執，同時否定有金錢的壓力。蔣世豪的誼兄透露，蔣世豪生前管有兩家酒吧，在灣仔的一家每月收入約一萬港元，在尖沙嘴的樓上吧亦有分紅收入，經濟情況穩定；至於夫妻感情比較從前更為恩愛，事發前更一同於酒吧內飲酒消遣，強調其不會為金錢和感情問題起爭執。不排除他有情緒病，加上醉酒，令他一時情緒低落才會墮樓。蔣母認為，蔣世豪的恩師黎新祥逝世後，兒子開始情緒低落，更曾經躲哭，卻從來沒有向人透露心事。

### 外界回響
香港足球總會
香港足球總會於官方網站上表示對於蔣世豪的離世深表惋惜及悲痛難過，並且向他的遺孀致以深切慰問。此外，讚揚蔣世豪對香港足球貢獻良多，他的成就會永載於香港足球史冊之內，同時宣布會在福利基金撥捐五萬港元給他的遺孀，並承諾會提供協助。詳文如下：
前香港足球代表隊球員蔣世豪先生於今早離世。本會對於蔣世豪先生離世深表惋惜，並向其家屬致以深切慰問﹔另外，本會將會安排在「香港足球總會福利基金」撥出5萬港元給予其家屬，以表示本會對其家屬致以慰問的一點心意。
 
蔣世豪先生出身於體院，司職中場，是香港代表隊的重心人物，負責穿針引線和輸送的工作，亦多次擔任代表隊隊長之職，深得球迷愛戴。他的腳法非常優秀，控球技術出眾，是近年代表隊表現較出色的球員，擁有多年國際大賽的經驗，領導球隊作戰，南征北討，為代表隊立下不少汗馬功勞，加上他擅於處理罰球及角球，協助代表隊策動攻勢，亦替代表隊取得不少入球。
蔣世豪先生在本地足球圈成就非凡，而他最為人津津樂道的是他於1993年7月代表香港青年代表隊出戰樸茨茅夫盃，於其中一場賽事中開賽僅3秒便取得入球，被列入世界健力士紀錄大全中。他曾效力南華、發景及愉園，在他的球員生涯中，曾經贏取過不少獎項，包括聯賽、銀牌、足總盃、聯賽盃等多項錦標，於2008年在愉園掛靴。他曾5次入選最佳足球明星(2000、2001、2004至2006年)，除此之外，他亦多次代表香港隊出席多項國際大型賽事，當中包括世界盃亞洲區外圍賽、亞洲盃預賽、省港盃、東亞盃等大賽。他是代表隊的主力中場球員，於2003年協助代表隊取得東亞盃預賽冠軍，亦於2004年、2005年及2007年代表港隊取得三屆省港盃冠軍，更替港隊贏得多次港澳埠際賽冠軍，成績優異。他於2007年10月28日代表港隊在2010世界盃亞洲區外圍賽以8:1大勝東帝汶後正式退出代表隊，而這場賽事他亦為代表隊取得一個入球。
 
蔣世豪先生對香港足球貢獻良多，對於他的離世，本會深感悲痛難過。而他的成就亦會永載於香港足球史冊之內。
曾偉忠則表示，讚揚蔣世豪是近年出色兼有天份的球員，對事件感到可惜。
愉園
前所屬球會愉園表示，透過前班主官永義主動聯絡，會於同年5月8日晚上六時定於灣仔修頓球場舉行一場紀念賽，舉行比賽的收入將會轉交其遺孀，先後獲得南華、晨曦、公民、傑志、屯門、和富大埔及著名小型足球球隊東南海答允出席支持。前班主官永義於日前，亦親自將一筆款項交予其遺孀。領隊鄺曉明指，當得悉其死訊時，仍然難以相信，感到很惋惜；另外，會保留其代表性的八號，不再發予其他球員，以作紀念。其生前代表隊兼球會隊友范俊業表示，自小與蔣世豪於香港體育學院受訓和生活，與蔣世豪相識廿載，感情深厚尤同兄弟，又讚揚他為人隨和大方。當天早前從朋友處得知其死訊，感到很震驚，並且表示願意為其後事主理提供協助。另一名前代表隊兼球會隊友李偉文表示，不相信其死訊為事實，感到很難過，心情沉重；此外，范俊業透露李偉文在協助其遺孀辦理其身後事。前代表隊兼球會隊友潘耀焯表示，如有須要，會盡能力幫忙處理其身後事。與蔣世豪共隊一年的代表隊兼球會梁振邦表示對於其離世很傷感，梁振邦指，蔣世豪為人樂觀和正面，對照顧後輩有承擔，不時提醒後輩，至今仍然想不到蔣世豪因何輕生。
藍白
前所屬球會藍白表示，噩耗突至，球隊上下一眾均對事件感到突然及惋惜，一時間難以接受。藍白正在商討，為其遺孀提供協助。教練陳文健指，蔣世豪原定計劃於今周再次過埠，為藍白出戰足總盃，惜澳門球迷已再無機會欣賞蔣世豪的球技及場上的風采。陳文健指，蔣世豪無論在球場內或球場外均絕對是位好好先生，無架子、願意提醒後輩以及指導青年軍的球員。當聽到其死訊後，心情無法平靜。隊長林家駒指，與蔣世豪相識多年，是好朋友，老友突然離去令他難以接受。前隊友陳達燊表示早上八時多已獲悉其死訊，感到很意外亦很突然；陳達燊指，與球會商討後，計劃捐出於4月25日對屯門的薪酬，以及在後備席上擺蔣世豪的球衣，藉此悼念。
流浪
流浪總監李輝立盛讚蔣世豪天才橫溢，惋惜痛失英才，希望盡快成立教育基金，助其年幼的遺子女健康成長。
其他
與蔣世豪同期於香港體育學院受訓的楊正光表示，對於事件感到震驚，一時之間難以接受死訊。
楊正光指，於12歲時已經認識蔣世豪，事發前曾同蔣世豪會見，當時沒有發覺任何異樣。楊正光指，蔣世豪是位敢作敢為的人，會為隊友抱不平，對於事件感到非常詫異，難以置信。此外，楊正光指計劃舉辦於修頓球場舉行以外的大型籌款賽事，現正與一眾其生前的隊友商討，為其遺孀提供協助。
前代表隊隊友譚兆偉表示收到其死訊後，整個人呆滯了，內心很不舒服。前代表隊隊友林嘉緯表示對其離世感到難過，於網上留言表示「永遠尊敬你」。
於蔣世豪逝世當日如期舉行的香港甲組足球聯賽賽事──天水圍飛馬主場對南華的賽事中，雙方舉行賽前默哀一分鐘的簡單儀式，南華球員賽前亦有約定入球後將不作慶祝，以表尊重，同時以勝仗獻給曾效力於南華的蔣世豪。於蔣世豪逝世後一天舉行的賽事──四海流浪主場對和富大埔的賽事中，雙方亦有舉行上述簡單儀式。
於2011年4月25日舉行的藍白對士砵亭的賽事中，雙方舉行賽前舉行悼念儀式。
傳媒
香港傳媒方面，均有大篇幅報導蔣世豪的死訊以及生前經歷，當中多份報張，包括《東方日報》、《蘋果日報》、《成報》及《新報》等，均為其作為翌日頭條新聞。

## 個人榮譽
- 香港足球明星選舉最佳十一人 5次（1999-00、2000-01、2003-04、2004-05、2005-06季度）
- 香港傑出運動員 傑出青少年運動員 1次（1993年)
- 國際賽開賽最快的進球
- 甲組聯賽冠軍: 4（1999年、2001年、2003年、2006年)
- 高級組銀牌冠軍: 2 (1997-98年、2003-04年）
- 香港足總盃冠軍: 2次（1999-00年、2003-04年）
- 香港聯賽盃冠軍: 1次（2000-01年）